# Nazionale femminile under 19 di calcio dell'Islanda
La Nazionale Under-19 di calcio femminile dell'Islanda è la rappresentativa calcistica femminile internazionale della Islanda formata da giocatrici al di sotto dei 19 anni, gestita dalla Federazione calcistica dell'Islanda (Knattspyrnusamband Íslands - KSI).
Come membro dell'Union of European Football Associations (UEFA) partecipa a vari tornei di calcio giovanili internazionali riservati alla categoria, come al Campionato europeo UEFA Under-19 e ai tornei a invito come il Torneo di La Manga.
Nelle tre qualificazioni ottenute alle fasi finali dell'Europeo, ossia l'edizione casalinga del 2007, Bielorussa 2009 e Belgio 2023, i migliori risultati sportivi ottenuti in ambito UEFA dalla formazione furono in tutti i casi limitati alla fase a gironi.

## Partecipazioni ai tornei internazionali

### Piazzamenti agli Europei Under-18
- 1998: Non qualificata
- 1999: Non qualificata
- 2000: Non qualificata
- 2001: Non qualificata

### Piazzamenti agli Europei Under-19
- 2002: Non qualificata
- 2003: Non qualificata
- 2004: Non qualificata
- 2005: Non qualificata
- 2006: Non qualificata
- 2007: Fase a gironi
- 2008: Non qualificata
- 2009: Fase a gironi
- 2010: Non qualificata
- 2011: Non qualificata
- 2012: Non qualificata
- 2013: Non qualificata
- 2014: Non qualificata
- 2015: Non qualificata
- 2016: Non qualificata
- 2017: Non qualificata
- 2018: Non qualificata
- 2019: Non qualificata
- 2020 - 2021: Tornei annullati
- 2022: Non qualificata
- 2023: Fase a gironi